# Томашув (Опочинський повіт)
Томашув (пол. Tomaszów) — село в Польщі, у гміні Жарнув Опочинського повіту Лодзинського воєводства.
Населення — 25 осіб (2011).
У 1975—1998 роках село належало до Пйотрковського воєводства.

## Демографія
Демографічна структура станом на 31 березня 2011 року:
|          | Загалом | Допрацездатний вік | Працездатний вік | Постпрацездатний вік |
| -------- | ------- | ------------------ | ---------------- | -------------------- |
| Чоловіки | 12      | 0                  | 9                | 3                    |
| Жінки    | 13      | 2                  | 4                | 7                    |
| Разом    | 25      | 2                  | 13               | 10                   |